# Струк Ілля Миколайович
Ілля́ Микола́йович Струк (1 серпня 1995 року, с. Льотниче, Володимир-Волинський район, Волинська область  — 17 червня 2020 року, с-ще Шуми, Торецька міська рада, Донецька область) — старший матрос, гранатометник 503-го окремого батальйону морської піхоти Збройних сил України, учасник російсько-української війни.

## Із життєпису
Походив з багатодітної родини. Закінчив загальноосвітню школу № 1 м. Володимир-Волинський. Після школи закінчив львівське ВПУ за спеціальністю маляр-штукатур. Планував стати священником: навчався в недільній школі Свято-Миколаївської церкви у Володимирі-Волинському, був паламарем, допомагав при церковній службі. Вступив до Почаївської духовної семінарії, де перевівся на заочне відділення, вже будучи на фронті.
Учасник Антитерористичної операції на сході України та Операції об'єднаних сил на території Донецької та Луганської областей з 2014 року. Був призваний в першу хвилю мобілізації. Після одужання від поранення підписав контракт із ЗСУ.
23 квітня 2015 року отримав статус учасника бойових дій.
Планував одружитися та вступити на офіцерські курси.
Загинув 17 червня 2020 року, перебуваючи на бойових позиціях біля селища Шуми, внаслідок кульового поранення під час ворожого обстрілу. В загиблого залишились мати, брат, дві сестри, цивільна дружина та 8-місячний син.
Похований 20 червня 2020 року на цвинтарі в с. Поничів Володимир-Волинського району Волинської області. Дні 19 та 20 червня були оголошені у Волинській області днями скорботи.

## Нагороди та вшанування
- Указом Президента України № 59/2021 від 19 лютого 2021 року «Про відзначення державними нагородами України», за особисту мужність і самовіддані дії, виявлені у захисті державного суверенітету та територіальної цілісності України нагороджений (посмертно) орденом «За мужність» III ступеня[4].